# 黑帶虹銀漢魚
黑帶虹銀漢魚，為輻鰭魚綱銀漢魚目虹銀漢魚科的其中一種，分布於澳洲淡水流域，為熱帶魚類，體長可達10分，棲息在溪流、潟湖底中層水域，以藻類、昆蟲、橈腳類等為食，生活習性不明，可做為觀賞魚。

## 擴展閱讀
維基物種上的相關：黑帶虹銀漢魚